# アパラチコーラ湾
アパラチコーラ湾（Apalachicola Bay）はアメリカ合衆国フロリダ州北西部の回廊地帯にある三角江、ラグーン群。セントビンセント・サウンド、セントジョージ・サウンド、イースト湾を含み、面積は約208平方マイル（540km2）。セントビンセント島、ケープセントジョージ島、セントジョージ島、ドッグ島により外洋（メキシコ湾）と隔てられている。最大の淡水の流入源はアパラチコーラ川。湾は国立河口研究保護区に指定されている。
この地域には1162種の植物、308種の鳥類、186種の魚類、57種の哺乳類が生息している。1983年にユネスコの生物圏保護区に指定された。
アパラチコーラ湾ではフロリダ州のカキの90%が生産されている。